# Condado de Veldenz
El Condado de Veldenz fue un principado en el contemporáneo estado federado alemán de Renania-Palatinado. El condado estaba localizado parcialmente entre Kaiserslautern, Sponheim y Zweibrücken, en parte en el Mosela en el Arzobispado de Tréveris. Una municipalidad del mismo nombre, Veldenz, y un palacio, Schloss Veldenz, se hallan en el distrito de Bernkastel-Wittlich.

## Historia

Escudo de Veldenz como Condado Palatino.

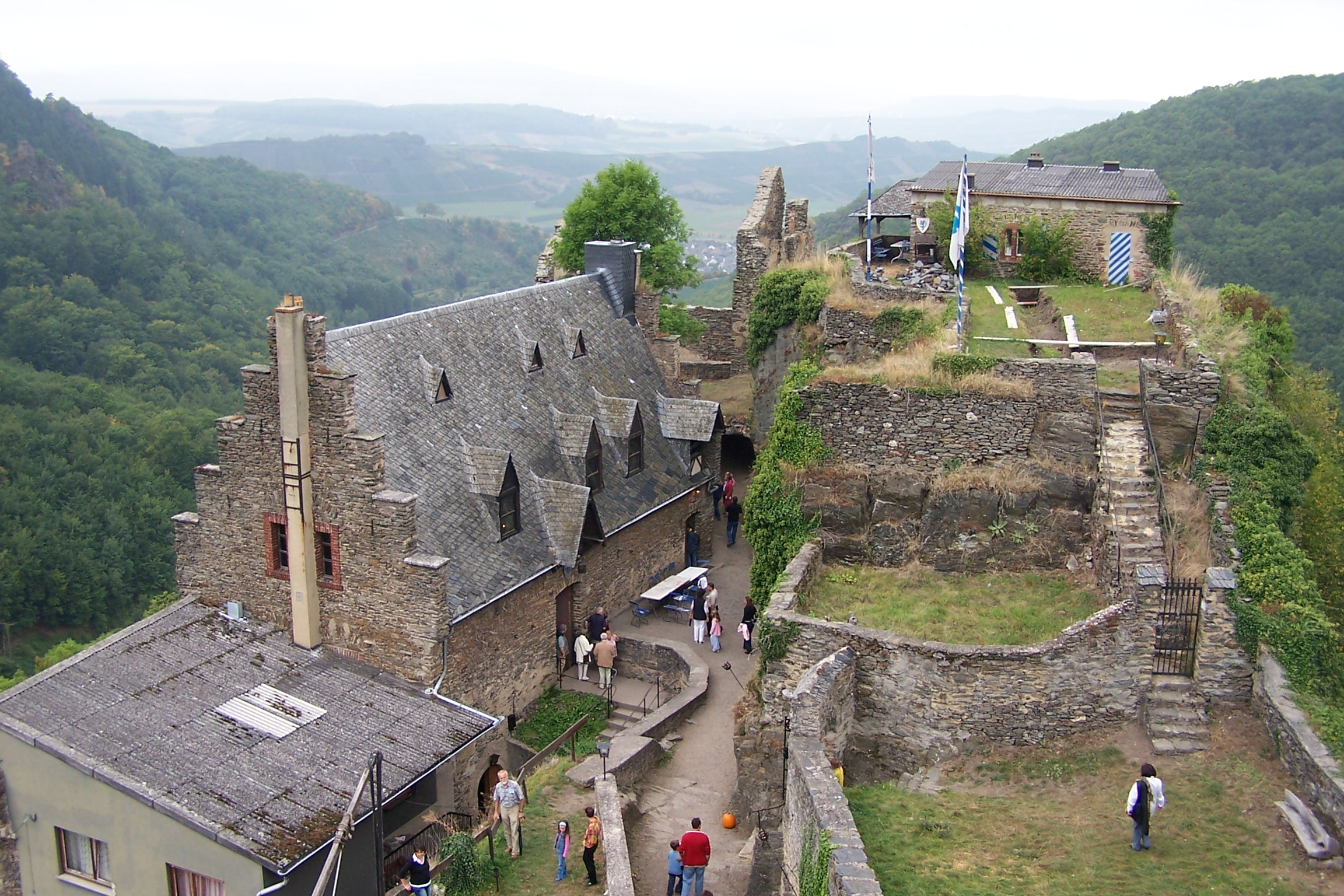
Castillo (Schloss) de Veldenz, 2005.

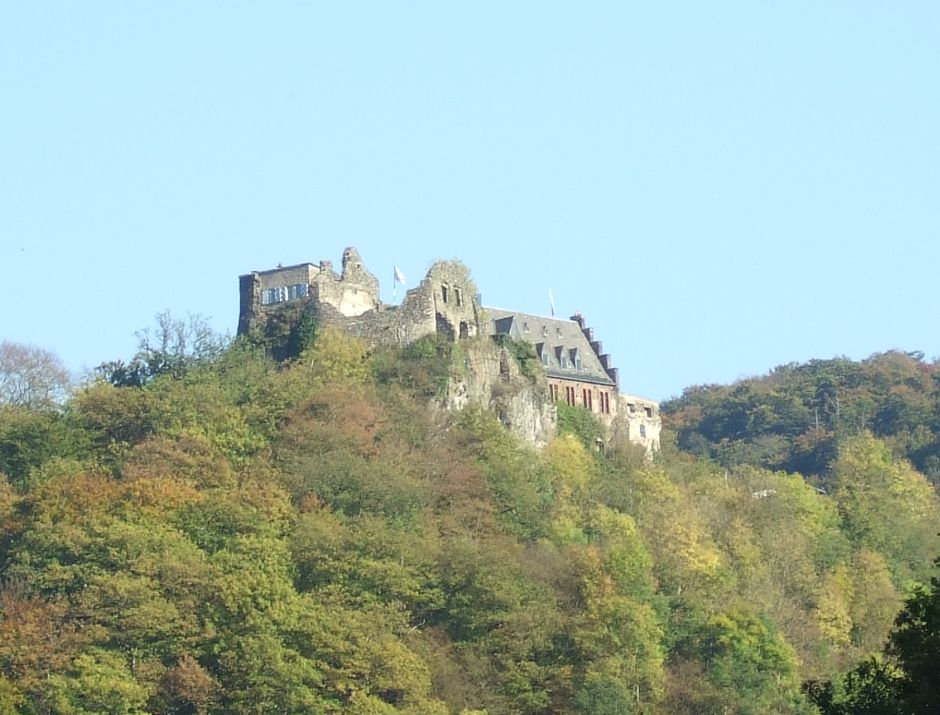
Castillo (Schloss) de Veldenz, 2007.

Los Condes de Veldenz se separaron de la familia de los Wildgraves de Kyrburg y Schmidburg en 1112. La línea masculina directa de la primera casa condal cesó en 1260 con la muerte de Gerlaco V de Veldenz, y su hija Inés de Veldenz heredó el condado en 1260. Su marido Enrique de Geroldseck fue el fundador de la segunda línea de Condes de Veldenz de la Casa de Veldenz-Geroldseck (Hohengeroldseck).
En 1444 el condado pasó al Conde palatino Esteban del Palatinado-Simmern-Zweibrücken por su matrimonio con Ana de Veldenz, la única heredera del Conde Federico III de Veldenz.
En 1543, por el tratado de Marburgo se acordó que el tío del Duque Wolfgang de Zweibrücken, Ruperto, recibiría el condado de Veldenz. Ruperto murió en 1544 pero su hijo Jorge Juan I se casó en 1563 con la princesa Ana María de Suecia, hija de Gustavo I de Suecia. Esta unión de la Casa de Wittelsbach con la familia real sueca de Vasa fue fortalecida mediante un matrimonio posterior cuando Juan Casimiro del Palatinado-Zweibrücken esposó a Catalina de Suecia, una hermana de Gustavo II Adolfo de Suecia en el siglo XVII. En el acuerdo de Sucesión de Heidelberg, Wolfgang había regulado la mutua herencia de todas las líneas de Wittelsbach procedentes de Veldenz-Palatinado en favor del condado de Lützelstein en Alsacia. El nieto de Jorge Juan, Leopoldo Luis de Lützelstein, murió en 1694 sin descendencia legítima y el condado Palatinado de Veldenz volvió a la línea de Zweibrücken.
En 1801 fue incorporado en el departamento del Sarre del primer Imperio francés. El Congreso de Viena de 1815 dio la pequeña parte del condado situada en el Mosela a Prusia y el resto a Baviera.

## Condes de Veldenz

### Primera línea de Veldenz
- Emico, Conde de Kyrburg y Schmidburg (1086-1113).
- Gerlach I, Conde de Veldenz (1112-1146).
- Gerlach II, Conde de Veldenz (1146-1186).
- Gerlach III, Conde de Veldenz (1186-1214).
- Gerlach IV, Conde de Veldenz (1214-1254).
- Gerlach V, Conde de Veldenz (1254-1260).
- Inés, Condesa de Veldenz (1260-1277).

### Línea de Veldenz-Geroldseck
- Enrique, Conde de Geroldseck (1277-1298) ∞ Inés de Veldenz (1258-?).
- Gutierre, Conde de Veldenz (1298-1327).
- Jorge I, Conde de Veldenz (1327-1347).
- Enrique II, Conde de Veldenz (1347-1378).
- Federico II, Conde de Veldenz (1378-1396).
- Enrique III, Conde de Veldenz (1378-1389).
- Enrique IV, Conde de Veldenz (1389-1393).
- Federico III, Conde de Veldenz (1393-1444).

### Línea del Palatinado-Zweibrücken
- Esteban del Palatinado-Simmern-Zweibrücken (1410-1459), se casó con Ana de Veldenz (1390-1439).
- Luis I del Palatinado-Zweibrücken (1459-1489).
- Alejandro del Palatinado-Zweibrücken (1489-1514).
- Luis II del Palatinado-Zweibrücken (1514-1532).
- Wolfgang del Palatinado-Zweibrücken (1532-1569). En 1543, entregó Veldenz a su tío Ruperto.

### Línea del Palatinado-Veldenz
- Ruperto, Conde Palatino de Veldenz (1543-1544).
- Jorge Juan I, Conde Palatino de Veldenz (1543-1592; o Georg Hans), desde 1544 hasta 1592 Pfalzgraf o Palatinado-Veldenz.
- Jorge Gustavo, Conde Palatino de Veldenz (1592-1634).
- Leopoldo Luis, Conde Palatino de Veldenz (1634-1694), murió sin heredero, Veldenz volvió a Zweibrücken.

Continuó en la línea de Palatinado-Zweibrücken.